# Bill Napier
William M. Napier oder Bill Napier (* 29. Juni 1940 in Perth/Schottland) ist ein Asteroidenforscher und Autor. Napiers Forschung beschäftigt sich mit den physikalischen und chemischen Eigenschaften von Interstellaren Staub sowie den Auswirkungen von Meteoriteneinschlägen auf die Erde. Nach ihm ist der Asteroid (7096) Napier benannt. Napier ist außerdem Autor zahlreicher wissenschaftlicher und populärwissenschaftlicher Bücher.

## Leben
Napier studierte an der Universität Glasgow. 1967 bis 1992 war er Astronom am königlichen Observatorium in Edinburgh. 1994 bis 1996 nahm er, wieder zurück an der Universität Glasgow, Forschungsaufgaben wahr. 2001 wurde er Honorarprofessor am Institut für Astrobiologie an der University of Cardiff und arbeitet am Armagh-Observatorium.
Allgemeine Bekanntheit erlangte William M. Napier durch die – gemeinsam mit dem Astrophysiker und Astronomen Victor Clube und anderen Wissenschaftlern entwickelte – Theorie des Kohärenten Katastrophismus (Engl.: coherent catastrophism), welche periodische Impakte von Kometen bzw. Kometenfragmenten auf der Erde voraussetzt. Solche Impaktereignisse sollen auch die Menschheits- und Zivilisationsgeschichte beeinflusst haben.

## Bibliographie
- Die Offenbarung, Wunderlich, Reinbek 2001, ISBN 3-8052-0713-1.
- Nemesis, Wunderlich, Reinbek 1999, ISBN 3-8052-0663-1.
- The Origin of Comets (mit S.V.M. Clube und M.E. Bailey), Pergamon Press, Oxford 1990, ISBN 0-08-034858-0.
- Der 77. Grad, Knaur, München 2007, ISBN 978-3-426-63334-2.
- The Lure, Headline Publ. Group, London 2002, ISBN 978-0-7472-6727-0.